# J. Smith-Cameron
J. Smith-Cameron (née Jean Isabel Smith), née le 7 septembre 1957 à Louisville (Kentucky), est une actrice américaine.

## Biographie
J. Smith-Cameron est née le 7 septembre 1957 à Louisville (Kentucky). Son père, Richard Sharp Smith, est architecte.

### Vie privée
Elle est mariée depuis 2000 au réalisateur Kenneth Lonergan. Ils ont une fille, Nellie Lonergan.

## Filmographie

### Cinéma

#### Longs métrages
- 1979 : Gal Young Un de Victor Nunez : Elly
- 1987 : 84 Charing Cross Road de David Hugh Jones : Ginny
- 1992 : That Night de Craig Bolotin : Carol Bloom
- 1995 : Jeffrey de Christopher Ashley : Sharon
- 1995 : Sabrina de Sydney Pollack : Carol
- 1995 : Maudite Aphrodite (Mighty Aphrodite) de Woody Allen : La femme de Bud
- 1995 : A Modern Affair de Vern Oakley : Diane
- 1995 : Love Dance (Let It Be Me) d'Eleanor Bergstein : Clarice
- 1996 : Harriet la petite espionne (Harriet the Spy) de Bronwen Hughes  : Mme Welsch
- 1996 : Le Club des ex (The First Wives Club) d'Hugh Wilson : Mme Sullivan
- 1996 : La Propriétaire (The Proprietor) d'Ismail Merchant : Une texanne
- 1997 : Arresting Gena d'Hannah Weyer : Caroline Lee
- 1997 : In & Out de Frank Oz : Trina Paxton
- 1999 : Carrie 2 : La Haine (The Rage : Carrie 2) de Katt Shea : Barbara Lang
- 2000 : Tu peux compter sur moi (You Can Count on Me) de Kenneth Lonergan : Mabel
- 2005 : Bittersweet Place d'Alexandra Brodsky : Violet
- 2006 : A Very Serious Person de Charles Busch : Carol
- 2011 : Margaret de Kenneth Lonergan : Joan Cohen
- 2012 : Dos au mur (Man on a Ledge) d'Asger Leth : La psychiatre
- 2014 : Like Sunday, Like Rain de Frank Whaley : Mary
- 2016 : Christine d'Antonio Campos : Peg Chubbuck
- 2016 : No Pay, Nudity de Lee Wilkof : Debra
- 2018 : Nancy de Christina Choe : Ellen
- 2022 : Vengeance de B. J. Novak : Sharon
- 2022 : The Year Between d'Alex Heller : Sherri
- 2024 : Turtles All the Way Down de Hannah Marks

#### Courts métrages
- 1997 : Prix Fixe de Jonathan Glatzer : Victoria
- 2015 : Everything All at Once d'Eleanor Wilson : Susan
- 2021 : White Wedding de Melody C. Roscher : Clementine

### Télévision

#### Séries télévisées
- 1985 / 1988 / 1989 : Equalizer (The Equalizer) : Vanessa / Susan Foxworth / Natalie Santelli
- 1988 : American Playhouse : Louise Bryant
- 1990 : HELP, la brigade des urgences (H.E.L.P.) : Mme Perry
- 1990 - 1991 : The Days and Nights of Molly Dodd : Ramona Luchesse
- 1992 / 1998 / 2003 / 2009 : New York, police judiciaire (Law and Order) : Mlle Moskowitz / Paula Downing / Linda Drosi / Une avocate
- 1996 : Homicide : Avis Griffin
- 1996 : Spin City : Lisa
- 2001 / 2007 : New York, section criminelle (Law and Order : Criminal Intent) : Trudy Pomeranski / Mlle Hill
- 2003 : K Street : La femme de Tommy
- 2007 : Six Degrees : Maggie Newton
- 2008 : Canterbury's Law : Elissa Shapiro
- 2010 : The Big C : Vivian
- 2010 - 2011 : True Blood : Melinda Mickens
- 2011 : New York, unité spéciale (Law and Order : Special Victims Unit) : Diane Eskas
- 2013 - 2016 : Rectify  : Janet Talbot
- 2014 : Madam Secretary : Alice Millevoi
- 2015 : The Good Wife : Samara Steel
- 2016 / 2018 : Divorce : Elaine Campbell
- 2017 / 2020 : Search Party : Mary Ferguson
- 2018 : Mozart in the Jungle : Amy Rutledge
- 2018 - 2023 : Succession : Gerri Kellman

#### Téléfilm
- 1994 : Un mari de trop (She Led Two Lives) de Bill Corcoran : Angela Anderson

## Distinction

### Nomination
- Golden Globes 2024 : Meilleure actrice dans un second rôle dans une série, une mini-série ou un téléfilm pour Succession